# Vugar Mustafayev
Vugar Valeh oglu Mustafayev (en azerí: Vüqar Valeh oğlu Mustafayev; Bakú, 1986) es Ministro de Industria de Defensa de la República de Azerbaiyán desde 2023.

## Biografía
Vugar Mustafayev nació en la ciudad de Bakú en 1986. En 2004 ingresó en la Academia de Administración Pública y se graduó con honores en 2008. De 2010 a 2013 estudió en la Universidad de Jazar.
Además de ser miembro del Instituto de Auditores Internos , asociación internacional, desde 2016 obtuvo el título de "Certificado Auditor Interno" - Calificación de Auditor  Internacional, y desde 2020 recibió la calificación internacional “IBM Data Science Specialization” - tiene calificaciones profesionales en el campo de la ciencia de datos
Sirvió en la unidad militar  de las Tropas Internas del Ministerio del Interior de Azerbaiyán.
Él está casado y tiene dos hijos.

## Carrera
Entre 2006 y 2008, durante sus estudios universitarios, Vugar Mustafayev trabajó como coordinador de formación y especialista en finanzas y contabilidad en varias empresas. De 2009 a 2012 trabajó como especialista superior en la empresa internacional de auditoría Ernst & Young CIS B.V., que opera en Azerbaiyán. En 2012-2014 se desempeñó como Director del Departamento de Auditoría Interna de Azerfon SL. Desde 2014 se ha desempeñado en diversos puestos directivos en "PASHA Holding LLC" y empresas relacionadas. En 2014, fue designado para el cargo de Asesor del Director Ejecutivo de "PASHA Holding LLC". Desde 2014, trabaja como Presidente de la Comisión de Auditoría de "PASHA Insurance OJSC" y "PASHA Life Insurance OJSC". En 2021 fue nombrado Jefe de la Oficina de Representación de "PASHA Holding LLC" en la República de Turquía, así como Presidente del Consejo de Supervisión de la empresa en Estambul.
El 15 de marzo de 2023, por decreto del Presidente de la República de Azerbaiyán, Ilham Aliyev, fue designado Viceministro de Industria de Defensa de la República de Azerbaiyán. El 18 de noviembre del mismo año, fue nombrado Ministro de Industria de Defensa de la República de Azerbaiyán.